# ФК Арсенал Киев
ФК Арсенал (Киев) (на украински: „Арсенал-Київ“) е украински футболен отбор от столицата Киев. Тимът се състезава в най-високото ниво на украинския клубен футбол – Украинската Висша Лига. Основан е през 2001, когато се отделя от ЦСКА Киев.

## История
Историята на киевския „Арсенал“ започва на 14 юли 1925 година. В този ден в завод „Арсенал“ се е състояло тържествено откриване на спортната площадка с футболно поле, на което „оръжейниците“ играят първия си мач в историята, изгледан от 1500 запалянковци.

## Предишни имена
| Години | Име                         |
| ------ | --------------------------- |
| 1934   | „УВО Харков“                |
| 1934   | „УВО Киев“                  |
| 193?   | „ДО Киев“                   |
| 1947   | „ОДО Киев“                  |
| 1948   | „ДО Киев“                   |
| 1954   | „ОДО Киев“                  |
| 1957   | „ОСК Киев“                  |
| 1957   | „СКВО Киев“                 |
| 1960   | „СКА Киев“                  |
| 1972   | „Команда города Чернигов“   |
| 1973   | „СК Чернигов“               |
| 1976   | „СКА Киев“                  |
| 1992   | „ФК ВС Орияна Киев“         |
| 1993   | „Нива-Борисфен Мироновка“   |
| 1993   | „ФК ЦСК ВСУ Киев“           |
| 1995   | „ФК ЦСКА-Борисфен Бориспол“ |
| 1995   | „ФК ЦСКА-Борисфен Киев“     |
| 1996   | „ЦСКА Киев“                 |
| 2001   | ООО „ФК Арсенал Киев“       |

## Успехи
Украйна
- Висша Лига:
  - 5-о място (1) 2002/03
- Купа на Украйна:
  - 1/2 финал (1) 2010/11
- Първа лига:
  -  Победител (1): 2017/18
- Втора лига:
  -  Победител (1): 1993/94, 1995/96
- Аматьорски шампионат на Киев:
  -  Победител (1): 2014
- Аматьорска купа на Киев:
  -  Носител (2): 2014

 СССР
- Купа на СССР:
  - 1/16 финал (1) 1959/60
- Втора лига:
  -  Победител (1): 1965
- Шампионат на СССР (Клас „Б“ Първа зона УССР):
  -  Победител (1): 1960

- Шампионат на УССР:
  -  Шампион (2): 1954, 1958
  -  Второ място (1): 1956
  -  Трето място (2): 1951, 1957
- Купа на УССР:
  -  Носител (2): 1954, 1956
- Шампионат на работническите клубове на Украинска ССР:
  -  Шампион (1): 1952

## Рекорди
- Най-голяма победа в Шампионата на СССР — 6:0 над „Знамя Труда“ (Орехово-Зуево) на 21/07/1959;
- 196-о място в рейтинга на УЕФА (декември 2013);
- Участник в 3-тия квалификационен кръг на Лига Европа на УЕФА — 2012/2013;
- Най-голяма победа в Шампионата на Украйна — 8:1 над „Волин“ Луцк на 17/07/2002;
- Най-голяма победа в Купата на Украйна — 6:0 ПФК „Александрия“ на 13/08/2005;
- Най-добър голмайстор — Емануел Окодува — 32 гола (2002—2006), Владимир Богданович — 18 гола (1959—1960);
- Голмайстор на сезона — Евгений Селезньов — 17 гола през сезон 2007/2008;
- Най-добър треньор в шампионата на Украйна — Вячеслав Грозни 2002, Леонид Кучук 2012 (по версия от интернет-портала Football.ua);
- Най-голямо количество зрители на домакинска среща — 40 500 „Арсенал“ Киев — „Заря“ Луганск 29/02/2008

## Европейски турнири
| Сезон   | Турнир           | Кръг     |  | Противник      | Домакинство | Гостуване | Общ резултат |
| ------- | ---------------- | -------- |  | -------------- | ----------- | --------- | ------------ |
| 2001/02 | Купа на УЕФА     | 1-ви     |  | ФК Жокерит     | 2:0         | 2:0       | 4:0          |
| 2001/02 | Купа на УЕФА     | 2-ри     |  | Цървена звезда | 3:2         | 0:0       | 3:2          |
| 2001/02 | Купа на УЕФА     | 3-ти     |  | Клуб Брюж      | 0:2         | 0:5       | 0:7          |
| 2012/13 | УЕФА Лига Европа | 3-ти кв. |  | Мура 05        | 0:3         | 2:0       | 2:3          |

## Известни играчи
- Ролан Гусев
- Дмитро Парфьонов
- Олег Гусев
- Евгений Селезньов
- Роман Монарьов
- Богдан Шершун
- Андрей Воробей